# Gouvernement Vähi II
 (août 2023).
Si vous disposez d'ouvrages ou d'articles de référence ou si vous connaissez des sites web de qualité traitant du thème abordé ici, merci de compléter l'article en donnant les références utiles à sa vérifiabilité et en les liant à la section « Notes et références ».
République d'Estonie
Tarand Vähi III
Le gouvernement Vähi II (en estonien : Tiit Vähi teine valitsus) est le gouvernement de la république d'Estonie entre le 17 avril et le 6 novembre 1995, durant la VIIIe législature du Riigikogu.

## Historique
Dirigé par l'ancien Premier ministre libéral Tiit Vähi, ce gouvernement est constitué et soutenu par une coalition centriste entre le Parti de la coalition d'Estonie (Koon), le Parti du centre d'Estonie (EKE) et le Parti populaire paysan d'Estonie (EME). Ensemble, ils disposent de 57 députés sur 101, soit 56,4 % des sièges du Riigikogu.
Il est formé à la suite des élections législatives du 5 mars 1995.
Il succède donc au gouvernement du Premier ministre agrarien Andres Tarand, constitué et soutenu par une coalition entre le Parti rural centriste d'Estonie (EMK), le Parti populaire républicain et conservateur (VKRE), le Parti de la coalition nationale de la patrie (RKEI) et le Parti libéral-démocrate d'Estonie (ELDP).
À la suite d'un scandale d'écoutes illégales, le Premier ministre limoge le ministre de l'Intérieur et président du Parti du centre Edgar Savisaar. La coalition au pouvoir est alors rompue et à peine six mois après sa prise de fonction, le cabinet est remplacé par le gouvernement Vähi III, auquel participe le Parti de la réforme d'Estonie (ERE) en remplacement de l'EKE.

## Composition
| Fonction                                      | Titulaire | Titulaire                            | Parti |
| --------------------------------------------- | --------- | ------------------------------------ | ----- |
| Premier ministre                              |           | Tiit Vähi                            | Koon  |
| Ministre de la Justice                        |           | Paul Varul                           | Koon  |
| Ministre de la Défense                        |           | Andrus Öövel                         | Koon  |
| Ministre de l'Environnement                   |           | Villu Reiljan                        | EME   |
| Ministre de la Culture et de l'Éducation      |           | Peeter Kreitzberg                    | EKE   |
| Ministre des Affaires économiques             |           | Liina Tõnisson                       | EKE   |
| Ministre de l'Agriculture                     |           | Ilmar Mändmets                       | Koon  |
| Ministre des Finances                         |           | Mart Opmann                          | Koon  |
| Ministre de l'Intérieur                       |           | Edgar Savisaar (jusqu'au 10/10/1995) | EKE   |
| Ministre de l'Intérieur                       |           | Tiit Vähi (a.i.)                     | Koon  |
| Ministre des Affaires sociales                |           | Siiri Oviir                          | EKE   |
| Ministre des Transports et des Communications |           | Kalev Kallo                          | EKE   |
| Ministre des Affaires étrangères              |           | Riivo Sinijärv                       | Koon  |
| Ministre sans portefeuille                    |           | Jaak Allik                           | Koon  |
| Ministre sans portefeuille                    |           | Ants Leemets                         | Koon  |
| Ministre sans portefeuille                    |           | Endel Lippmaa                        | Koon  |